# Fonda España

Logo

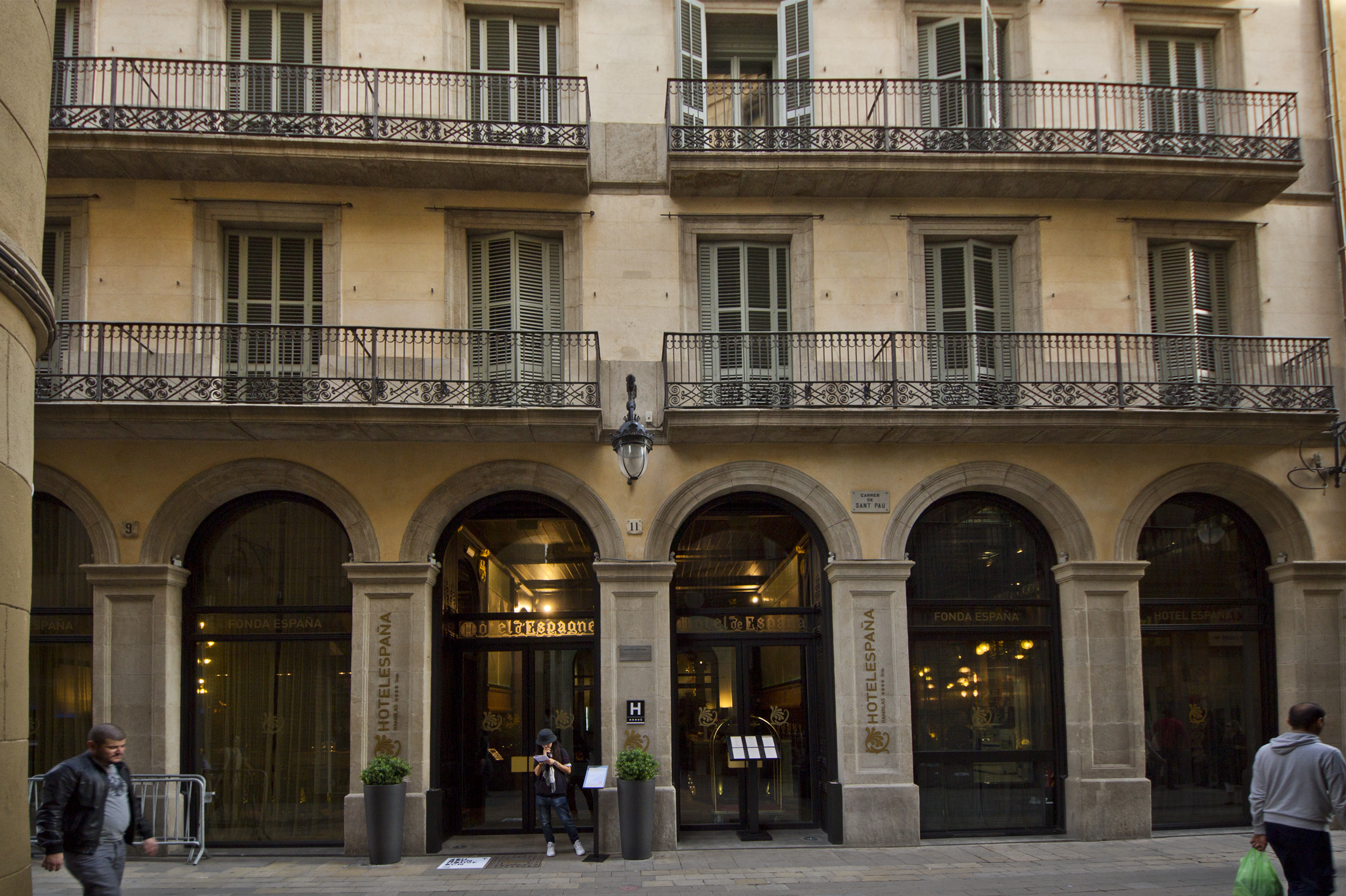
Fonda España, Carrer de Sant Pau 9-11, Barcelona

Die Fonda España, derzeit Hotel España, liegt an der Carrer de Sant Pau 9-11 im Stadtteil El Raval von Barcelona. Sie ist als Lokales Kulturgut aufgeführt. Fonda ist die Bezeichnung für ein traditionelles katalanisches Gasthaus. Das Gebäude sticht heraus durch die modernistische Dekoration, die der Architekt Lluís Domènech i Montaner zusammen mit anderen Künstlern der Bewegung des Modernisme geschaffen hat.

## Beschreibung

### Außenansicht
Die Fonda España verfügt als Gebäude über ein Erdgeschoss und vier Etagen. Die Fassade ist mit Mörtel verputzt, die Fensteröffnungen, die in acht vertikalen Achsen ausgerichtet sind und nach oben in den Abmessungen abnehmen, präsentieren sich in Rahmen aus Naturstein. Das Erdgeschoss öffnet sich zur Straße hin durch acht große Portale, die von halbkreisförmigen Bögen eingefasst werden, deren abgeschrägte Bogenfriese auf robusten Steinsäulen ruhen, die von Viereckkapitellen gekrönt sind. Über diesen Portalen ruht ein Gesims, aus dem die Lager der drei Balkone des ersten Stocks hervorkragen. Diese bestehen aus gekehlten Steinplatten und sind durch Geländer geschlossen, die schmiedeeiserne Stäbe und Voluten zeigen, wie sie für die Architektur der Mitte des neunzehnten Jahrhunderts sehr charakteristisch sind. Im zweiten Stock weisen die Balkone die gleiche Struktur auf, nicht so jedoch im dritten und vierten Stock, wo es vor jedem Fenster einfache französische Balkone gibt. Die Türen, die den Zugang zu diesen Balkonen ermöglichen, haben einen gekehlten Sturz und ebensolche Pfosten, die auf den Plattformen ruhen. Die Fassade wird von einem stuckierten Gesims mit rechteckigen Konsolen gekrönt.

### Innenräume

#### Foyer
Das Eingangsfoyer dient als Verteiler im Erdgeschoss und bietet durch Rundbögen Zugang zum Restaurant, zur Terrasse, zur Haupttreppe und zur Cafeteria bzw. Konferenzraum. In den Zwickeln der Bögen bestehen die Verzierungen aus goldenen Schilden der verschiedenen Kronländer, aus denen Spanien besteht: Aragonien, Kastilien, León und Navarra. Die Wände besitzen eine kraftvolle rosafarbene Marmorvertäfelung mit vergoldeten Reliefinschriften, die die Gäste willkommen heißen. Das prägende Element dieses Raumes ist die zentrale Säule, die den Träger aus Schmiedeeisen stützt. Diese Säule aus rosa Marmor verfügt über ein florales Kapitell und einen geriffelten Schaft, auf dem eine Lampe aus Goldbronze sitzt. Diese besteht aus einem katalanischen Wappen in Tartschenform, das von einer Mauerkrone überragt und von zwei Löwen flankiert wird, die auf den beiden Seiten je eine gravierte Kristalllaterne halten.

#### Restaurant
Das Restaurant, das sich auf der rechten Seite des Foyers befindet, ist ein großer rechteckiger Saal, dessen Wände mit rosa Marmor verkleidet sind und einen vertäfelten Sockel aufweisen. Dieser Sockel besteht aus einem geschnitzten Holzfries, der in Blumen ausläuft, die als Aufhänger für Mäntel dienen können. Unter diesem Fries verläuft ein breites Band aus farbigen Mosaiken, die vor einem blütenbestreuten Hintergrund die Wappen verschiedener spanischer Provinzen darstellen. Wandpilaster enden in Steinkonsolen, die als Löwen ausgeführt sind, welche Wappenschilde halten, und die Decke stützen, die meisterhaft geschnitzte Holzbalken mit Blumenmosaiken kombiniert, die die Gewölbe zwischen den Balken bedecken. An der Rückseite des Raumes gewähren drei reich verzierte Bögen mit Blumenmosaiken Zugang zu den Küchen und dem Zimmer der Meerjungfrauen. Das Restaurant wird von bemerkenswerten Lampen aus Goldbronze in Form von Kronen beleuchtet, die von der Decke herabhängen, sowie zusätzlich von Wandlampen mit drei Armen, die an den Pilastern befestigt sind.

#### Cafeteria
Die Cafeteria bzw. der Konferenzraum befindet sich links vom Foyer und bildet einen rechteckigen Raum, der mit einer Balkendecke mit polychromen Einlagen und dazwischenliegenden Gewölben versehen ist. Der zentrale Balken dieser Decke wird beidseits von je einer Säule mit einem Marmorschaft und einer voluminösen Basis und einer ebensolchen Konsole getragen. Basis und Konsole sind aus Sedimentgestein vom Montjuïc gefertigt. Das herausragende Objekt in diesem Raum ist jedoch der große Kamin, der den gesamten Raum beherrscht. Er wurde vom berühmten Bildhauer des Modernisme, Eusebi Arnau, aus Alabaster gemeißelt und von Alfons Juyol verfeinert. Die kreisförmige Öffnung des Kamins wird rechts von einem älteren Mann und links von einer Frau flankiert, die ein Baby stillt, während über der Öffnung weitere Kinder auf einem Rasenbett einen Reigen tanzen. Der Schornstein ist mit einem mächtigen Wappen Spaniens geschmückt, das Elemente der Herrschaft der Katholischen Könige (im Wappenschild) und des Reiches Karls I. (der Doppeladler, das goldene Vlies und die Säulen des Herkules) vereint. 

#### Zimmer der Meerjungfrauen
Das Zimmer der Meerjungfrauen, auch Aquarium genannt, das sich hinter dem Foyer befindet, ist eine rechteckige Halle mit einer schmiedeeisernen Decke, in deren Gewölbe ein großes Oberlicht eingelassen ist, das sein Licht durch den Lichthof empfängt. Die Wände zeigen eigenartige Sockel, an denen ein konturiertes Holzgitter Schildchen aus weißer und blauer Keramik aus verschiedenen Regionen Spaniens enthält. Das herausragende Element dieses Raumes bildet jedoch die Sgraffitodekoration den Wänden, die vom berühmten Maler Ramon Casas i Carbó entworfen wurde. Diese Sgraffiti bilden inmitten von Meereswellen ein großes Kompendium von Fischen und Meerestieren wie Quallen ab, dazu eine Gruppe anmutig tanzender Meerjungfrauen. In der Voute oder Deckenkehle, die diese Mauern mit der Decke verbindet, gibt es einen Wellenfries, der von Katsushika Hokusais Werk "Die große Welle vor Kanagawa" inspiriert ist. 

Ansichten der modernistischen Innenräume der Fonda Espana
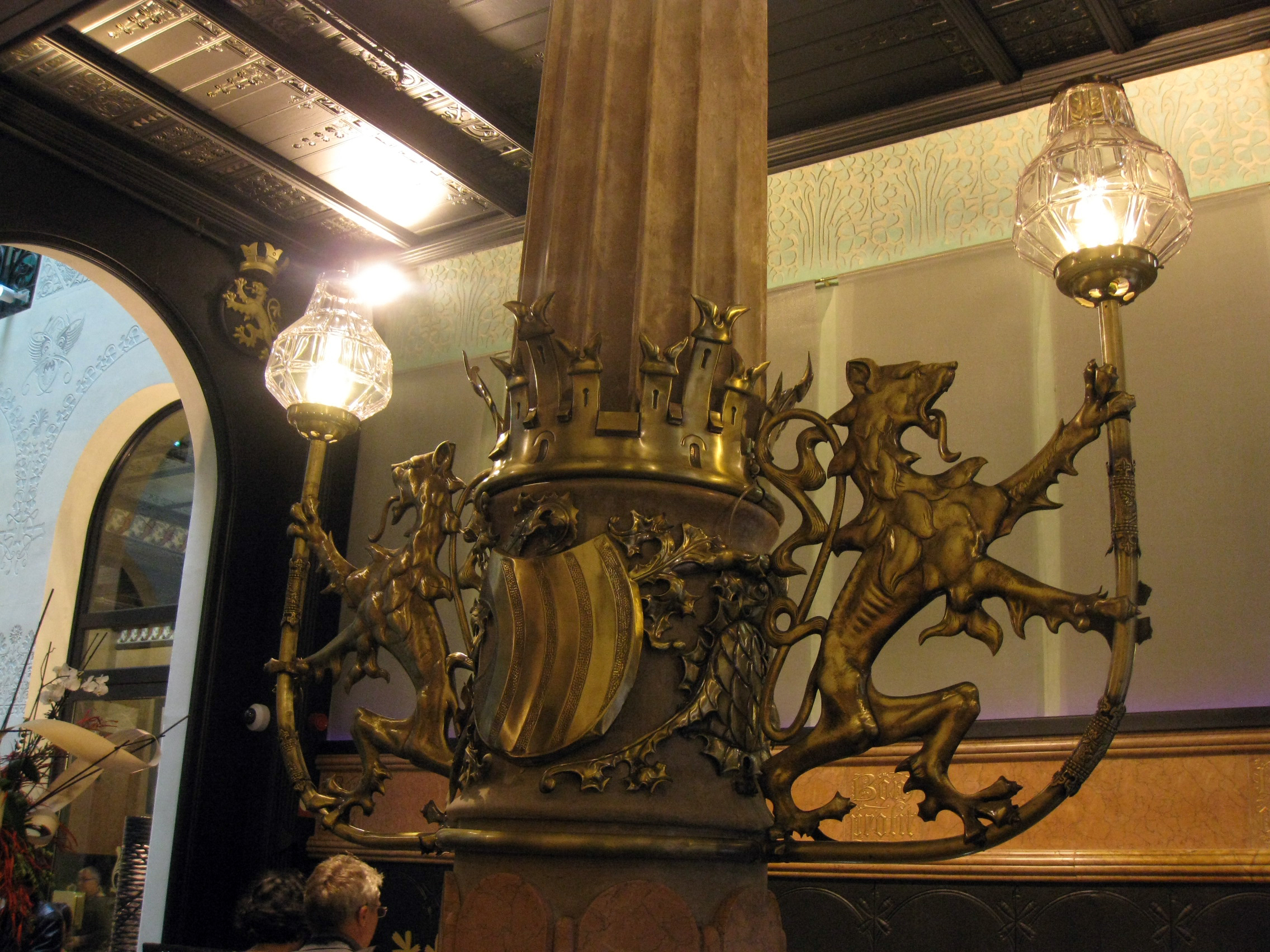
Zentrale Säule im Foyer mit Bronzeleuchter
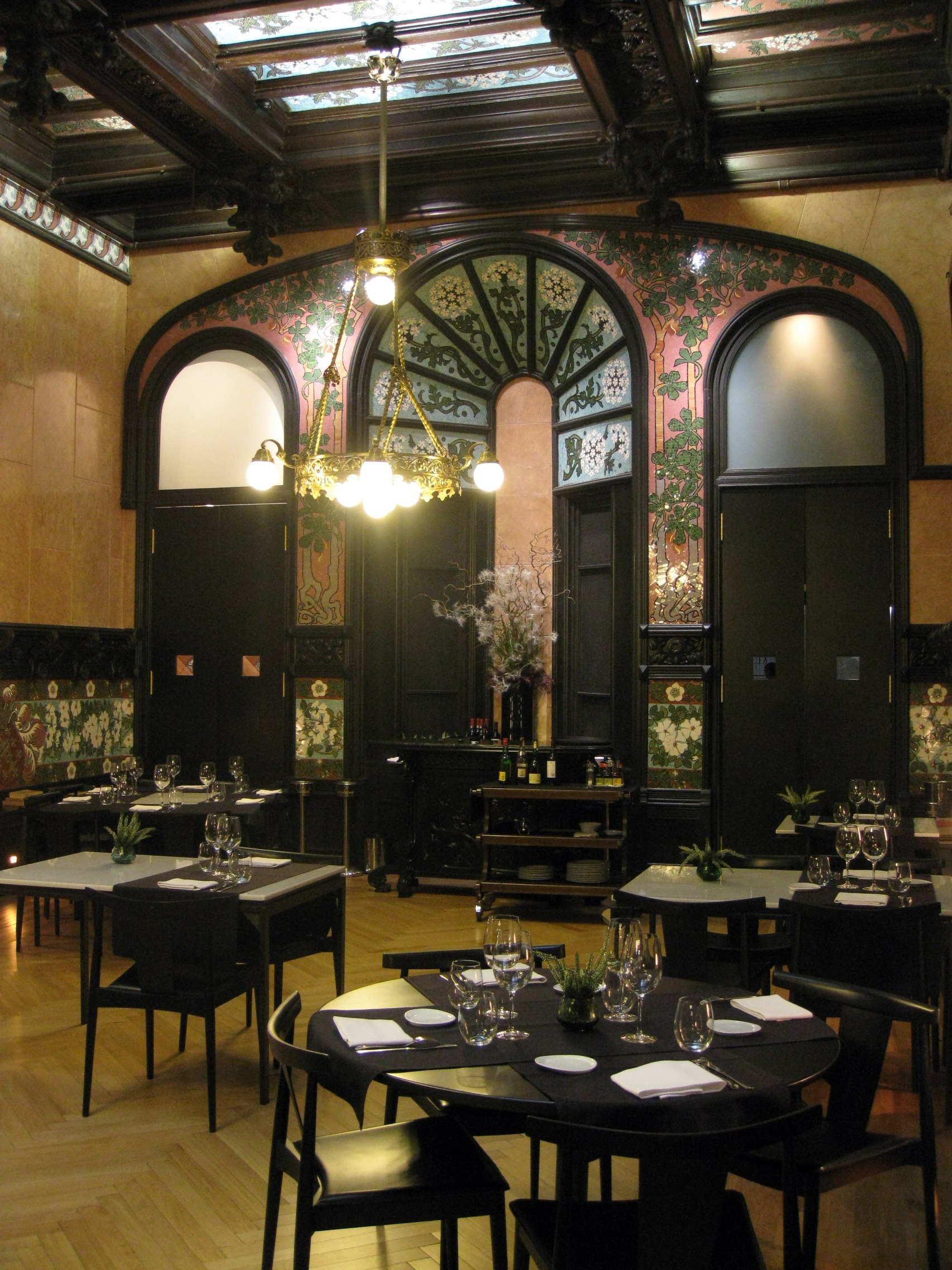
Speisesaal mit Mosaikdekors an Wänden und Decke
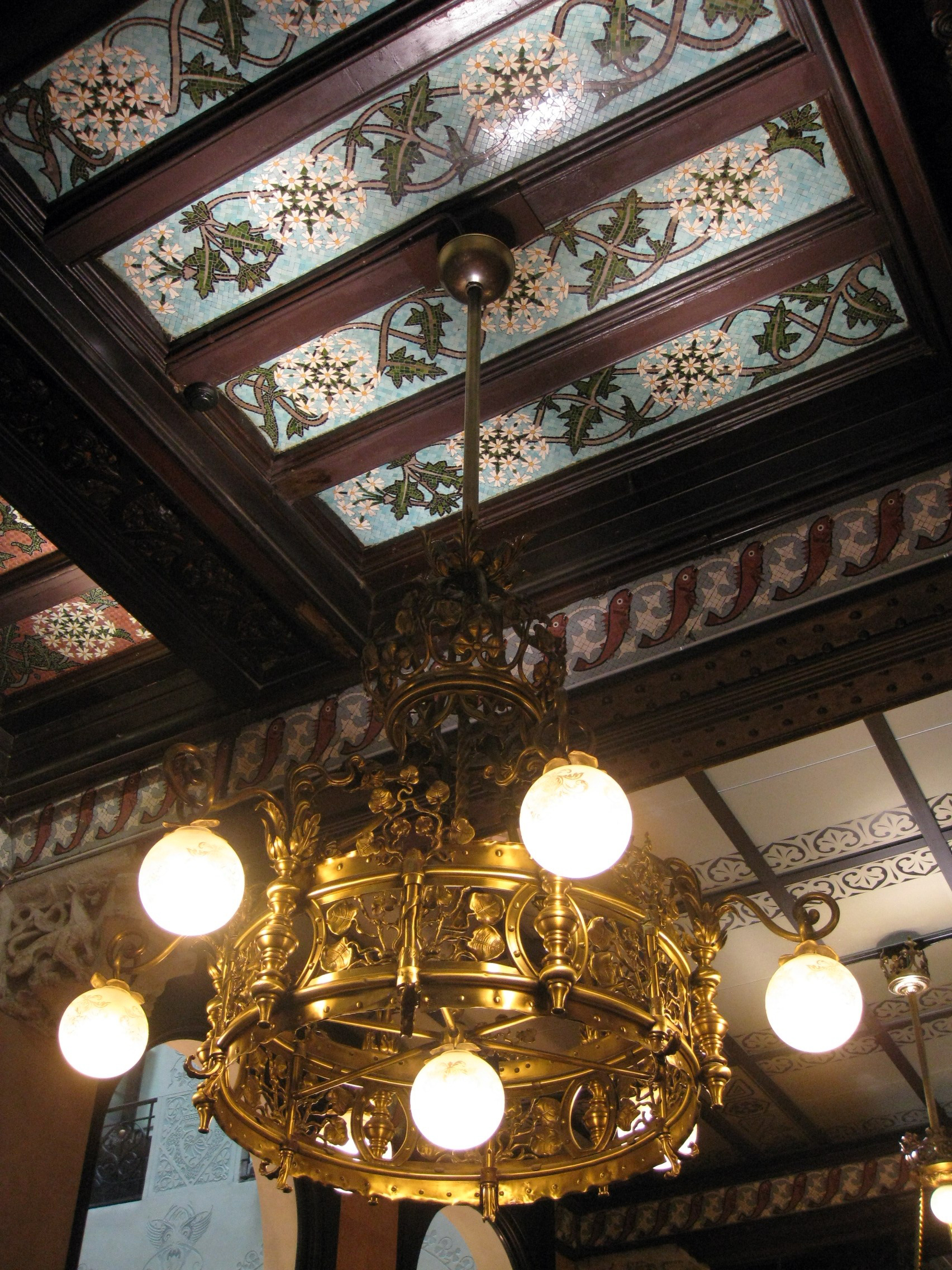
Ausschnitt der Decke mit Bronzeleuchter
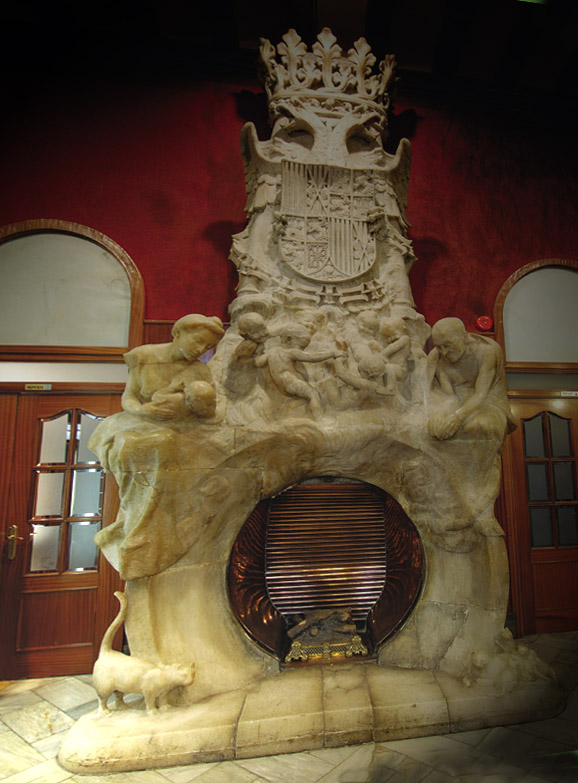
Alabasterkamin in der Cafeteria von Eusebi Arnau und Alfons Juyol
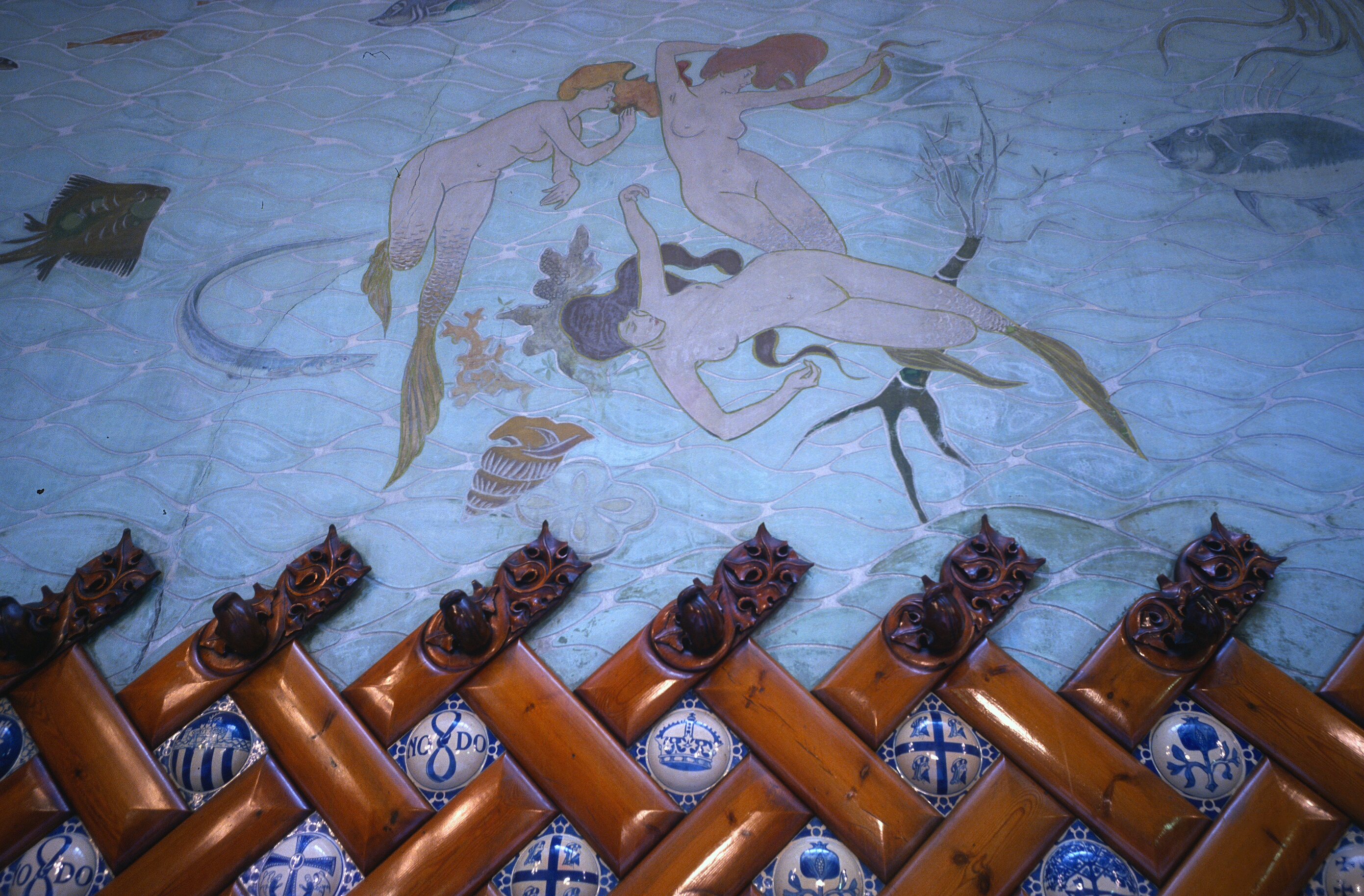
Malerei im Zimmer der Meerjung-frauen von Ramon Casas i Carbó
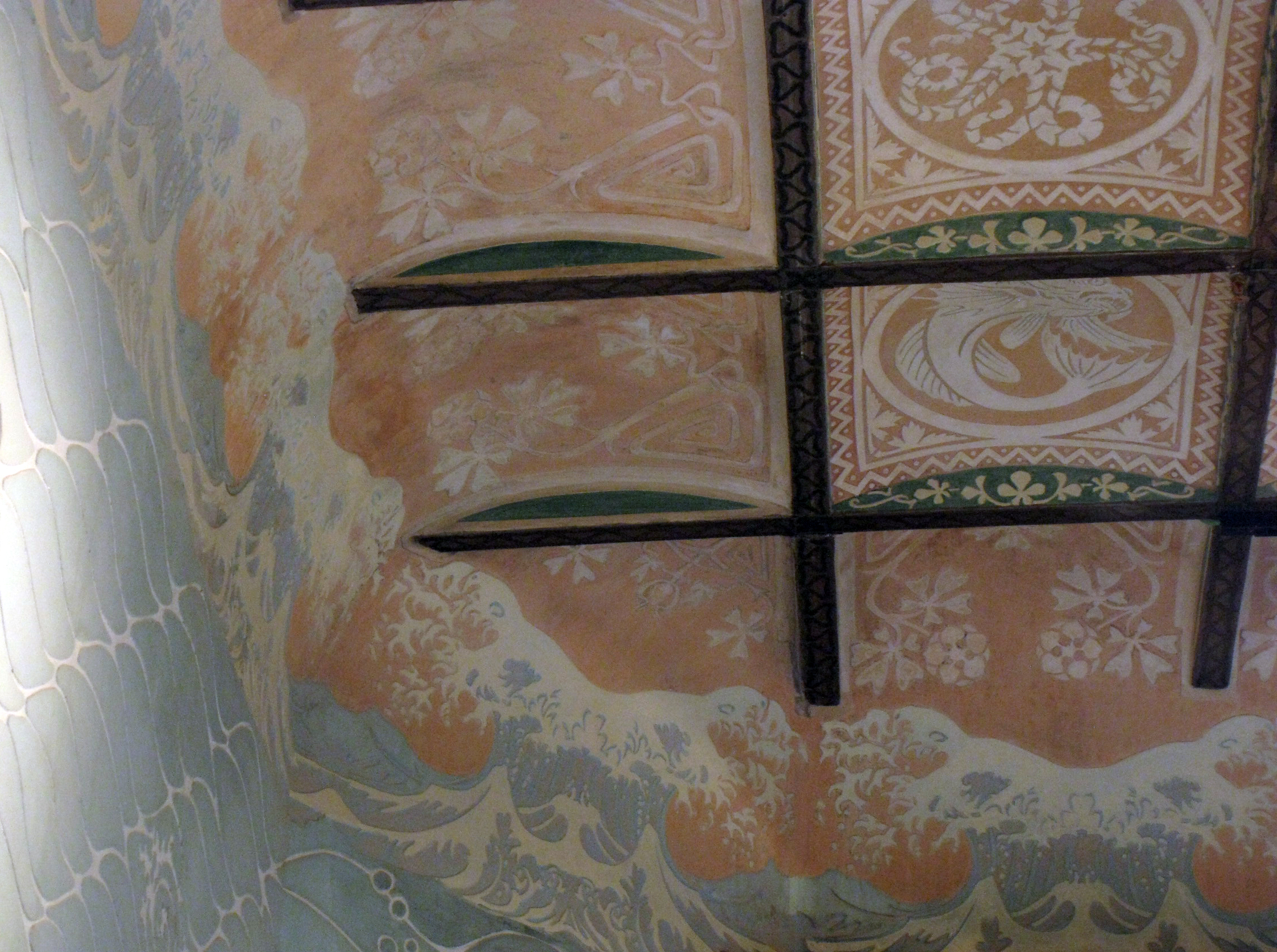
Wellenfries, inspiriert von Hokusais "Die große Welle vor Kanagawa"

## Geschichte
Die Fonda España öffnete ihre Pforten 1859 in einem bereits bestehenden Gebäude an der Carrer de Sant Pau 11. Im Dezember 1862 wurde es durch den Kauf des Nachbargrundstücks mit der Nummer 9 erweitert, das nach den Plänen des klassizistischen Architekten Josep Buxareu i Gallart (* 1804; † 1871) umgebaut wurde. Er entwarf neue Hotelzimmer, einen Salon, eine Terrasse und Waschküchen und erweiterte das Haus um drei Stockwerke im Hinterhof, wo sich vorher ein Badehaus befunden hatte. 
Im März 1876 bat Joan Salvadó, ein aus der Cerdanya stammender Industrieller, dem das Gasthaus gehörte, um die Erlaubnis, einen der Gasträume in weitere Zimmer umzuwandeln, um seine Kapazität an Übernachtungen zu erhöhen. Zwischen 1898 und 1901 gab der neue Besitzer Miquel Salvadó einige Umbauten an den Einfriedungen des Erdgeschosses und der Terrasse und zur Installation eines elektrischen Aufzugs in Auftrag. Zwischen 1902 und 1903 war Lluís Domènech i Montaner in Zusammenarbeit mit dem Bildhauer Eusebi Arnau und dem Maler Ramon Casas i Carbó für die komplette Renovierung und Neugestaltung der Innenräume verantwortlich. Dieses Werk wurde 1904 im vom Stadtrat von Barcelona organisierten jährlichen Wettbewerb als beste kommerzielle Einrichtung mit dem Preis für Architektur und Dekoration ausgezeichnet. Hotel und Restaurant wurden zu einer der ersten Adressen der Stadt, da sie über noch keineswegs selbstverständliche Innovationen verfügten, wie elektrisches Licht, Telefon oder eben den Aufzug, alles begleitet von einem modernen und eleganten Dekor. 
Nach dem Tod von Miquel Salvadó im Jahr 1921 ging das Hotel in die Hände seines Neffen Josep Simon i Salvadó über, der 1928 aufgrund der bevorstehenden Weltausstellung von 1929 neue Räume auf dem Dach des Hotels baute. Im Laufe des zwanzigsten Jahrhunderts führte der Bau neuer, größerer und modernerer Hotels zum Verblassen des Namens Hotel España, das einen offensichtlichen Niedergang erlebte. Nach einer bedeutenden Anstrengung zur Restaurierung und Modernisierung der Einrichtungen ab 2007 wurde die Fonda España 2010 als Luxushotel und „Juwel der katalanischen Moderne“ mit 82 Zimmern und einem Gourmetrestaurant im historischen Speisesaal unter der Leitung von Küchenchef Martín Berasategui wiedereröffnet. Seither gewann das Restaurant bis 2020 zwölf Michelinsterne.